# Bernd Martin (Fußballspieler)
Bernd Martin (* 10. Februar 1955 in Stuttgart; † 1. Dezember 2018) war ein deutscher Fußballspieler, der in der Bundesliga für den VfB Stuttgart und den FC Bayern München gespielt hat.

## Karriere

### Vereine
Aus der A-Jugend des VfB Stuttgart hervorgegangen und mit dieser Sieger der Deutschen A-Junioren-Meisterschaft am 8. Juli 1973 geworden, erhielt Martin zur Saison 1973/74 als 18-Jähriger einen Lizenzspielervertrag beim Bundesligisten VfB Stuttgart. In seiner Premierensaison (unter Trainer Hermann Eppenhoff) bestritt er 16 von 34 Bundesligaspielen; sein Debüt gab er am 6. Oktober 1973 (10. Spieltag) – in der 66. Minute für Manfred Weidmann eingewechselt – beim 3:0-Sieg im Heimspiel gegen den Hamburger SV. Sein erstes Tor erzielte er am 23. November 1974 (14. Spieltag) beim 2:1-Sieg im Heimspiel gegen Tennis Borussia Berlin. Von 1975 bis 1977 – nach dem Abstieg der Schwaben – bestritt er zwei Spielzeiten in der 2. Bundesliga, bestritt 65 Spiele in der Staffel Süd und erzielte 11 Tore. Von 1977 bis 1982 war er mit seinem Verein wieder erstklassig und wurde 1979 mit einem Punkt hinter dem Hamburger SV Zweiter in der Meisterschaft. Des Weiteren kam er 20 Mal im DFB- (4 Tore) und 30 Mal im UEFA-Pokal (4 Tore) für die Schwaben zum Einsatz.
Zur Saison 1982/83 wechselte er zum FC Bayern München, für den er in drei Spielzeiten lediglich 16 Ligaspiele, sechs im DFB-Pokal- und zwei im europäischen Pokalsieger-Wettbewerb bestritt – dennoch zwei Titel mit den Bayern gewann. Anschließend wechselte er zum SSV Ulm 1846, der als Tabellenletzter in die Oberliga Baden-Württemberg abgestiegen war. Mit der Mannschaft um Thomas Richter, Marcus Sorg und Uwe Spies gelang 1986 der direkte Wiederaufstieg aus dem Amateurbereich in die 2. Bundesliga, nachdem die Mannschaft sich als Tabellenerster für die anschließend erfolgreiche Aufstiegsrunde qualifiziert hatte. Martin ließ jedoch seine Spielerlaufbahn in der zweiten Mannschaft des Klubs ausklingen und konzentrierte sich auf seine berufliche Karriere abseits des Sportplatzes. Zeitweilig war er Trainer der zweiten Mannschaft des SSV Ulm 1846. Martin lebte mit seiner Familie in Öllingen. Er starb am 1. Dezember 2018 im Alter von 63 Jahren und hinterließ eine Frau und drei Kinder.

### Nationalmannschaft
Für die B-Nationalmannschaft spielte er neunmal; erstmals am 10. Oktober 1978 in Pilsen bei der 1:2-Niederlage gegen die Auswahl der Tschechoslowakei, letztmals am 7. Oktober 1980 in Kerkrade beim 2:1-Sieg über die Auswahl der Niederlande. Seine beiden Tore für diese Auswahlmannschaft erzielte er am 1. April 1980 in Bayreuth beim 3:0-Sieg über die Auswahl Österreichs.
Mit der Einwechslung in der 88. Minute für Uli Stielike im Qualifikationsspiel zur Europameisterschaft 1980 am 2. Mai 1979 in Wrexham, beim 2:0-Sieg gegen die Auswahl Wales’, gab Martin sein A-Länderspiel-Debüt. Es blieb sein einziges A-Länderspiel; damit ist er der deutsche Nationalspieler mit der kürzesten Einsatzzeit.
Drei Tage nach seinem Länderspieldebüt trug er im Zweikampf mit Walter Oswald im Bundesliga-Heimspiel, beim 2:0-Sieg gegen den VfL Bochum (30. Spieltag), eine Verletzung davon, die ihn daran hinderte, das Spiel ab der 33. Minute fortzusetzen. Der erst einige Tage danach diagnostizierte Schienbeinbruch und der in der Folgezeit festgestellte Knöchelbruch verhinderten sein Mitwirken in dem für ihn anstehenden Länderspiel am 17. Oktober gegen Wales in Köln; Martin wurde anschließend nur noch zu einem Lehrgang eingeladen.

## Erfolge
VfB Stuttgart
- Deutscher A-Juniorenmeister: 1973

Bayern München
- DFB-Supercup: 1982
- DFB-Pokal: 1984
- Deutscher Meister: 1985